# La Révolte des Indiens Apaches
Série
Le Trésor du lac d'argent
(1962) Le Trésor des montagnes bleues
(1964)
Pour plus de détails, voir Fiche technique et Distribution.
La Révolte des Indiens Apaches (titre original : Winnetou 1. Teil, "Winnetou 1re partie") est un film franco-yougoslavo-allemand réalisé par Harald Reinl, sorti en 1963.
Il s'agit d'une adaptation d'une œuvre de Karl May.

## Synopsis
Le jeune guerrier Apache Aigle Noir ramène pour sa tribu quelques pépites d'or de Nugget Tsil. Mais il tombe entre les mains des bandits de Santer qui veulent savoir d'où vient l'or. Contre la volonté de Santer, l'un d'eux tire sur Aigle noir et le tue.
Winnetou, le fils du chef, observe que, contre les accords, une ligne de chemin de fer se construit sur le territoire apache. Un géomètre allemand, Old Shatterhand, travaille pour le Great Western Railway qui souhaite faire une ligne qui contournerait le territoire. Il est ensuite demandé à Chicago par l'ingénieur chef Winter pour surveiller la conformité avec le plan général.
À la tête de convoi de ravitaillement depuis El Paso, Old Shatterhand dresse un camp de travailleurs. Sam Hawken, Dick Stone et Will Parker le rejoignent sur la route. Les Kiowas, qui sont de connivence avec Santer, attaquent le convoi, mais ils sont repoussés.
Old Shatterhand découvre des pratiques frauduleuses. L'entrepreneur Bancroft et son partenaire d'affaires Santer veulent, en faisant une ligne droite, encaisser secrètement plusieurs centaines de milliers de dollars de coûts de construction. Il demande des comptes à l'architecte Bill Jones qui a dressé de bonne foi le faux plan.
À son retour, Old Shatterhand connaît un incident dramatique : tandis qu'il négocie avec Winnetou et Klekih-petra, Santer arrive avec ses hommes, abat Klekih-petra, enlève Winnetou et le remet aux Kiowas qui lui sont hostiles. Dans la nuit, Old Shatterhand parvient discrètement à le délivrer du totem des Kiowas.
Old Shatterhand et les cheminots atteignent la ville de Roswell. Bientôt un combat sanglant a lieu avec la bande à Santer qui s'est barricadé dans le saloon. Avec l'aide d'une locomotive déviée, le saloon peut être pris d'assaut, mais à ce moment arrivent les Apaches qui viennent venger la mort de Klekih-petra. Une grande majorité des Apaches est tuée, Roswell est détruit, Winnetou et Old Shatterhand sont gravement blessés et amenés avec Hawkens, Stone et Parker au camp des Indiens.
Nscho-tschi, la fille du chef, soigne Old Shatterhand avant qu'il ne soit condamné au bûcher avec les autres prisonniers. Il révèle avoir délivré Winnetou des Kiowas mais ne peut le prouver. Ce sera les dieux qui en jugeront par un duel avec le chef, Intschu-tschuna. Old Shatterhand gagne. Nscho-tschi rapporte l'amulette qui est la preuve. Old Shatterhand devient le frère de sang de Winnetou.
Entre-temps, Nscho-tschi est tombée amoureuse d'Old Shatterhand et voudrait aller à Saint-Louis pour apprendre la langue et les coutumes des Blancs. Elle souhaite avoir l'argent en le prenant du trésor apache de Nugget Tsil. Avec un détachement de guerriers, elle le brise.
Santer et ses complices apaches guettent Old Shatterhand et Winnetou et tue Intschu-tschuna. Mais Old Shatterhand et les guerriers arrivent juste à temps pour aider Winnetou et sa sœur, repoussent les ennemis. Santer, qui tentait de fuir, se fait tirer dessus puis est exécuté par les Indiens. Mais Nscho-tschi, gravement blessée, meurt. Winnetou admet qu'elle aimait son frère de sang. Winnetou devient le nouveau chef des Apaches et hérite de la boîte en argent de ses pères.

## Fiche technique
- Titre : La Révolte des Indiens Apaches
- Titre original : Winnetou 1. Teil
- Réalisation : Harald Reinl, assisté de Slavko Andres et de Charles Wakefield
- Scénario : Harald G. Petersson
- Musique : Martin Böttcher
- Production associé: Erwin Gitt (de)
- Costumes : Irms Pauli
- Photographie : Ernst W. Kalinke
- Son : Fodor Jeler
- Montage : Hermann Haller
- Production : Horst Wendlandt
- Sociétés de production : Rialto Film Preben-Philipsen, Jadran Film, Société Nouvelle de Cinématographie (SNC)
- Société de distribution : Constantin Film
- Pays d'origine :  Allemagne de l'Ouest,  Yougoslavie,  France
- Langue : allemand
- Format : Couleurs - 2,35:1 - Mono - 35 mm
- Genre : Western
- Durée : 101 minutes
- Dates de sortie :
  - Allemagne de l'Ouest : 11 décembre 1963.
  - France : 12 août 1964.
  - États-Unis : 1er mai 1965.

## Distribution
- Lex Barker (VF : Jean-Pierre Duclos) : Old Shatterhand
- Pierre Brice : Winnetou
- Mario Adorf (VF : Henry Djanik) : Frederick Santer
- Marie Versini : Nscho-tschi
- Ralf Wolter (VF : Guy Piérauld) : Sam Hawkens
- Walter Barnes (de) (VF : Pierre Garin) : Bill Jones
- Mavid Popović (de) (VF : Jean Violette) : Intschu-tschuna
- Antun Nalis (de) : Hicks, le barman
- Dunja Rajter (de) (VF : Danielle Roy) : Belle
- Chris Howland (VF : Colin Mann) : Jefferson Tuff-Tuff
- Husein Cokic : Will Parker
- Demeter Bitenc : Dick Stone
- Niksa Stefanini (VF : Georges Atlas) : Bullock
- Ilija Ivezić (de) : Joaquin
- Branko Špoljar (VF : Gérard Férat) : Alan Bancroft
- Tomislav Erak (VF : René Bériard) : Tangua
- Dusko Dopudj : Aigle Noir
- Ana Kranjcec : Vollmond
- Karl Dall : L'invité du saloon
- Hrvoje Svob (VF : Jacques Torrens) : Klekih-petra

## Historique
Après le succès du Trésor du lac d'argent, Harald G. Petersson dépose le 17 janvier 1963 un exposé de 24 pages pour un nouveau film avec Winnetou. Mais, contrairement au roman, le bandit Santer ne meurt pas tout de suite mais dans la troisième partie, Winnetou 3. Teil. Le 1er avril, Constantin Film organise une réunion de script sous la direction de Gerhard F. Hummel (de), qui apporte de nombreuses modifications spectaculaires par rapport au roman. Le scénario est achevé fin juin.
Le tournage commence le 1er juillet. Le décor de Nugget Tsil se trouve dans le Velebit. Le village de Roswell près de Zecevo, sur la ligne entre Zadar et Knin. Les scènes romantiques entre Old Shatterhand et Nscho-tschi sont tournées près des chutes de la rivière Krka.
Un des points forts du film est la destruction totale d'un saloon par une véritable locomotive, qui nécessita la construction de plusieurs centaines de mètres de déviation de la ligne de chemin de fer. La scène n'a fait l'objet que d'une seule prise, avec l'explosion dirigée par Erwin Lange quand la locomotive fait irruption dans le saloon.
La première du film a lieu le 11 décembre 1963 à Munich. Le succès est énorme. En 1967, une nouvelle version est raccourcie de 6 minutes pour pouvoir être vue par les enfants âgés de plus de six ans.

## Récompenses et distinctions
- Goldene Leinwand : cette récompense est remise à des films ayant réalisé un box-office de plus de 3 000 000 de spectateurs.